# Валенсия Родригес, Луис
Луис Валенсия Родригес (исп. Luis Valencia Rodríguez) (Кито, 5 марта 1926 - Кито, 17 Августа 2022) — эквадорский государственный деятель, министр иностранных дел Эквадора (1965—1966 и 1981—1984).

## Биография
В 1951 г. окончил юридический факультет Центрального университета Эквадора. В 1969 г. - юридические курсы по переподготовке государственных служащих в Лондоне. 
- 1965—1966 гг. — министр иностранных дел Эквадора,
- 1969—1971 гг. — посол в Боливии,
- 1971—1974 гг. — посол в Бразилии,
- 1981—1984 гг. — министр иностранных дел Эквадора,
- 1988—1991 гг. — посол в Аргентине,
- 1990-е гг. — постоянный представитель Эквадора в ООН,
- 2005-20006 гг. — посол в Перу.

Избирался членом (1970—1986, 1992—2004) и председателем комитета ООН (1972—1974, 1984—1986, 1992—1994) по вопросам устранения всех форм
расовой дискриминации.